# Sebastiano Rossi
Sebastiano Rossi (Cesena, 20 luglio 1964) è un ex calciatore italiano, di ruolo portiere.
Estremo difensore del Milan negli anni 90, con il club milanese si è aggiudicato cinque scudetti (1991-1992, 1992-1993, 1993-1994, 1995-1996, 1998-1999), tre Supercoppe italiane (1992, 1993, 1994), una Coppa Intercontinentale (1990), due Supercoppe UEFA (1990, 1994) e una UEFA Champions League (1993-1994). 
Dal 1994 al 2016 ha detenuto il record di imbattibilità assoluta nella Serie A a girone unico, e detiene tuttora il record di imbattibilità nelle sole partite giocate in trasferta (825 minuti). Insieme ai compagni di reparto Mauro Tassotti, Paolo Maldini, Franco Baresi e Alessandro Costacurta – una delle migliori linee difensive nella storia del calcio – ha consentito al Milan di stabilire il record di partite consecutive senza sconfitta (58) nei cinque principali campionati europei, dal 26 maggio 1991 al 14 marzo 1993 (ovvero un anno, 9 mesi e 16 giorni).
Considerato uno dei migliori portieri della sua generazione, nel 1994 è stato inserito dall'International Federation of Football History & Statistics al 5º posto della classifica dei migliori portieri dell'anno, e, nel 2013, al 45º posto della classifica dei più forti numeri uno del periodo 1987-2011. Nonostante il ricco palmarès, non ha mai indossato la maglia della nazionale.

## Caratteristiche tecniche
(Adriano Galliani)
Abile sia tra i pali che nelle uscite, era un portiere molto dotato sul piano tecnico e fisico. Durante la sua militanza nel Milan, protetto da una linea difensiva fra le migliori al mondo, ha acquisito familiarità con il gioco a zona e autorevolezza nel dirigere la retroguardia; incrementata la propria affidabilità sul piano caratteriale, è stato ritenuto, verso la metà degli anni 90, un serio candidato alla maglia da titolare della nazionale. Capace, nonostante l'altezza e la stazza, di opporsi efficacemente ai tiri rasoterra, giocava discretamente anche coi piedi, pur senza eccellere.

## Carriera

### Giocatore

#### Club

##### I primi anni tra Forlì, Rondinella e Cesena

Rossi (a destra) al Cesena nel 1989, in azione da sweeper-keeper sullo juventino Rui Barros

Dopo aver militato nelle giovanili del Cesena, squadra della sua città natale, con cui vinse un Campionato Primavera sotto la guida di Arrigo Sacchi, passò in prestito al Forlì in Serie C1, dove giocò le sue prime partite da professionista, assommando 11 presenze e 13 gol subìti. Trascorse quindi due stagioni (di nuovo Cesena e poi Empoli) senza mai scendere in campo.
Nel 1985 fu mandato a giocare in Toscana, di nuovo in C1, nella Rondinella Marzocco: furono 28 partite con 19 gol subìti. Rientrato alla fine della stagione dal prestito, dal 1986 al 1990 Rossi fu titolare fisso del Cesena, squadra con la quale esordì in Serie A il 13 settembre 1987, in occasione della partita casalinga contro il Napoli.

##### Le vittorie al Milan
Nell'estate 1990 il Cesena cedette Rossi al Milan, che lo acquistò come riserva di Andrea Pazzagli. Con la cessione di quest'ultimo al Bologna, nel 1991 Rossi divenne titolare indiscusso della porta rossonera, rintuzzando l'effimera concorrenza di Francesco Antonioli nel campionato 1992-1993 e vincendo nel corso del decennio cinque scudetti (tre consecutivi dal 1992 al 1994, e poi altri due nel 1996 e 1999), una UEFA Champions League (1994), una Supercoppa UEFA (1994) e tre Supercoppe di Lega consecutive (dal 1992 al 1994). Nel campionato 1993-1994, superò inoltre il record di Dino Zoff (903') e guadagnò, con 929 minuti, il primo posto nella classifica dei portieri imbattuti nella storia della massima serie italiana a girone unico, un primato che manterrà per i successivi ventidue anni – superato nel 2016 da Gianluigi Buffon (974'). A fine stagione, Rossi giunse 5º nella graduatoria del miglior portiere dell'anno IFFHS.
Nella stagione 1996-1997 fu relegato temporaneamente in panchina a vantaggio del giovane Angelo Pagotto, ma riguadagnò le chiavi della porta milanista dopo poco tempo. Con l'arrivo di Massimo Taibi nell'estate 1997, Rossi non giocò il girone di andata del campionato 1997-1998 ma recuperò la titolarità con la tornata di ritorno.

Rossi sotto la curva rossonera dopo Milan-Foggia (2-1) del 27 febbraio 1994, partita in cui stabilì, con 929 minuti, l'allora record d'imbattibilità della Serie A a girone unico

Fu l'anno successivo che Rossi perse definitivamente il posto nell'undici titolare, che aveva peraltro da poco riacquistato ai danni del tedesco Jens Lehmann, ingaggiato quell'estate, a causa di un grave gesto di cui si macchiò nei minuti finali di Milan-Perugia (2-1), giro di boa del campionato 1998-1999: dopo un rigore trasformato dal perugino Hidetoshi Nakata, il portiere atterrò con una clothesline il biancorosso Cristian Bucchi, il quale stava andando a recuperare il pallone in fondo alla rete onde affrettare la ripresa del gioco. Tale «raptus» gli costò il cartellino rosso e cinque giornate di squalifica.
Non potendo più contare nemmeno sullo stesso Lehmann (nel frattempo ceduto nel mercato invernale), l'allenatore Alberto Zaccheroni fu quindi costretto ad affidare la porta milanista al ventunenne e ancora sconosciuto ai più Christian Abbiati, il quale fu autore di diverse buone prestazioni rimanendo così titolare sino al termine della stagione (ruolo che poi manterrà per gli anni a venire), culminata con la vittoria del sedicesimo scudetto rossonero.

##### Gli ultimi anni a Milano, l'epilogo al Perugia
Le presenze maturate al Milan nel torneo 1998-1999 furono comunque sufficienti a Rossi per fregiarsi, per la quinta e ultima volta in carriera, del titolo di campione d'Italia. Fu ancora la riserva di Abbiati nella stagione successiva; riprese poi il posto da titolare per alcune partite, prima di una pesante lite nello spogliatoio con Zaccheroni e Galliani, in seguito a una sua esclusione nel marzo 2000. Dal 2000-2001 divenne il terzo portiere rossonero, dietro anche al brasiliano Dida, ma tornò titolare negli ultimi mesi del campionato.
Alla fine della stagione 2001-2002, nella quale era nuovamente tornato in panchina, lasciò Milano dopo dodici anni e fu ingaggiato dal Perugia, squadra con la quale giocò per un'ultima stagione in massima serie, alternandosi con l'australiano Željko Kalac, prima di chiudere la carriera nel 2003 all'età di trentanove anni. Le sue partite in Serie A ammontano a 346.

#### Nazionale
Nell'ottobre 1994 fu convocato dal commissario tecnico Arrigo Sacchi per una partita contro l'Estonia, valida per le qualificazioni al campionato d'Europa 1996; l'ultima chiamata in nazionale di un portiere del Milan risaliva al 1961, anno in cui Giorgio Ghezzi era uscito dal giro azzurro. Sebbene, come già accennato, fosse opinione diffusa che Rossi avesse le carte in regola per entrare in competizione con l'allora titolare Gianluca Pagliuca, la sua esperienza in maglia azzurra si concluse dopo la seconda convocazione, avvenuta il mese successivo: in entrambi i casi fece da riserva a Pagliuca, senza scendere in campo, dopodiché fu scavalcato dall'emergente Angelo Peruzzi, il quale si sarebbe presto affermato come nuovo numero uno della nazionale.

### Dopo il ritiro
Dopo aver fatto da preparatore dei portieri per la squadra Primavera, e da talent scout per il Milan, dall'8 luglio 2022 Rossi ricopre il ruolo di responsabile dell'area tecnica dei portieri del Cesena, con competenza dalla prima squadra alle giovanili.

## Statistiche

### Presenze e reti nei club
| Stagione        | Squadra         | Campionato      | Campionato | Campionato | Coppe nazionali | Coppe nazionali | Coppe nazionali | Coppe continentali | Coppe continentali | Coppe continentali | Altre coppe | Altre coppe | Altre coppe | Totale | Totale |
| Stagione        | Squadra         | Comp            | Pres       | Reti       | Comp            | Pres            | Reti            | Comp               | Pres               | Reti               | Comp        | Pres        | Reti        | Pres   | Reti   |
| --------------- | --------------- | --------------- | ---------- | ---------- | --------------- | --------------- | --------------- | ------------------ | ------------------ | ------------------ | ----------- | ----------- | ----------- | ------ | ------ |
| 1986-1987       | Cesena          | B               | 33+3       | -22 -1     | CI              | 0               | 0               | -                  | -                  | -                  | -           | -           | -           | 36     | -23    |
| 1987-1988       | Cesena          | A               | 27         | -28        | CI              | 5               | -6              | -                  | -                  | -                  | -           | -           | -           | 32     | -34    |
| 1988-1989       | Cesena          | A               | 33         | -37        | CI              | 8               | -8              | -                  | -                  | -                  | -           | -           | -           | 41     | -45    |
| 1989-1990       | Cesena          | A               | 34         | -36        | CI              | 2               | -5              | -                  | -                  | -                  | -           | -           | -           | 36     | -41    |
| Totale Cesena   | Totale Cesena   | Totale Cesena   | 130        | -124       |                 | 15              | -19             |                    | -                  | -                  |             | -           | -           | 145+   | -143+  |
| 1990-1991       | Milan           | A               | 9          | -3         | CI              | 8               | -4              | CC                 | 1                  | -1                 | SU+CInt     | 0           | 0           | 18     | -8     |
| 1991-1992       | Milan           | A               | 30         | -18        | CI              | 2               | -1              | -                  | -                  | -                  | -           | -           | -           | 32     | -19    |
| 1992-1993       | Milan           | A               | 27         | -25        | CI              | 6               | -2              | UCL                | 6                  | -2                 | SI          | 0           | 0           | 39     | -29    |
| 1993-1994       | Milan           | A               | 31         | -11        | CI              | 0               | 0               | UCL                | 11                 | -2                 | SI+SU+CInt  | 1+2+1       | 0 + -2 + -3 | 46     | -18    |
| 1994-1995       | Milan           | A               | 34         | -32        | CI              | 0               | 0               | UCL                | 11                 | -6                 | SI+SU+CInt  | 1+2+1       | -1 + 0 + -2 | 49     | -41    |
| 1995-1996       | Milan           | A               | 34         | -24        | CI              | 0               | 0               | CU                 | 0                  | 0                  | -           | -           | -           | 34     | -24    |
| 1996-1997       | Milan           | A               | 26         | -35        | CI              | 3               | -1              | UCL                | 6                  | -13                | SI          | 1           | -2          | 36     | -51    |
| 1997-1998       | Milan           | A               | 17         | -25        | CI              | 10              | -9              | -                  | -                  | -                  | -           | -           | -           | 27     | -34    |
| 1998-1999       | Milan           | A               | 13         | -14        | CI              | 3               | -5              | -                  | -                  | -                  | -           | -           | -           | 16     | -19    |
| 1999-2000       | Milan           | A               | 5          | -7         | CI              | 4               | -7              | UCL                | 0                  | 0                  | SI          | 1           | -2          | 10     | -16    |
| 2000-2001       | Milan           | A               | 14         | -13        | CI              | 2               | -2              | UCL                | 1                  | -1                 | -           | -           | -           | 17     | -16    |
| 2001-2002       | Milan           | A               | 0          | 0          | CI              | 5               | -6              | CU                 | 1                  | 0                  | -           | -           | -           | 6      | -6     |
| Totale Milan    | Totale Milan    | Totale Milan    | 240        | -207       |                 | 43              | -37             |                    | 37                 | -25                |             | 10          | -12         | 330    | -281   |
| 2002-2003       | Perugia         | A               | 12         | -16        | CI              | 0               | 0               | Int.               | 0                  | 0                  | -           | -           | -           | 12     | -16    |
| Totale carriera | Totale carriera | Totale carriera | 382        | -347       |                 | 58+             | -56+            |                    | 37                 | -25                |             | 10          | -12         | 487+   | -440+  |

### Record
- Detiene il record di imbattibilità in trasferta nella Serie A a girone unico, essendo rimasto imbattuto tra il 7 novembre 1993 e il 27 marzo 1994, ovvero per otto partite intere e due spezzoni pari a 825 minuti.

## Palmarès

### Competizioni nazionali
- Campionato italiano: 5

Milan: 1991-1992, 1992-1993, 1993-1994, 1995-1996, 1998-1999
- Supercoppa italiana: 3

Milan: 1992, 1993, 1994

### Competizioni internazionali
- Coppa Intercontinentale: 1

Milan: 1990
- Supercoppa UEFA: 2

Milan: 1990, 1994
- UEFA Champions League: 1

Milan: 1993-1994

## Controversie
Nel 2007 viene denunciato a piede libero con le accuse di minacce gravi, continuate e in concorso, con porto di armi improprie, lesioni, ingiurie e sequestro di persona con tentata violenza privata. Sei anni dopo viene assolto con formula piena dall'accusa di sequestro di persona, mentre non viene discussa l'ipotesi accusatoria per violenza privata poiché caduta in prescrizione.
Nel 2010 ha patteggiato una pena detentiva, sostituita con 45 000 euro di multa, per aver fratturato con una manata la mascella a un ragazzo – che lo aveva definito un «uomo finito» – a Milano Marittima.
Nella notte tra il 7 e l'8 maggio 2011 viene arrestato dopo aver aggredito, colpendo con un pugno alla bocca, un maresciallo dell'Arma dei Carabinieri in borghese in un bar del centro di Cesena. Subito rilasciato, nel giugno successivo patteggia una pena pecuniaria commutando una condanna a 56 giorni di reclusione per lesioni e resistenza.
Il 31 luglio 2014, nell'ambito di un'inchiesta legata allo spaccio di droga in Emilia-Romagna, viene indagato insieme ad altre diciassette persone per possesso di cocaina. La vicenda giudiziaria – per la quale Rossi ha sempre negato l'attività di spaccio – si chiude nel 2019 con la prescrizione.